# Пен-Лейк-Парк (Пенсільванія)
Пен-Лейк-Парк (англ. Penn Lake Park) — місто (англ. borough) в США, в окрузі Лузерн штату Пенсільванія. Населення — 360 осіб (2020).

## Географія
Пен-Лейк-Парк розташований за координатами 41°6′55″ пн. ш. 75°46′23″ зх. д. / 41.11528° пн. ш. 75.77306° зх. д. (41.115198, -75.772939).  За даними Бюро перепису населення США в 2010 році місто мало площу 4,23 км², з яких 4,02 км² — суходіл та 0,21 км² — водойми.

## Демографія
Згідно з переписом 2010 року, у селищі мешкало 308 осіб у 141 домогосподарстві у складі 92 родин. Густота населення становила 73 особи/км².  Було 254 помешкання (60/км²).
Расовий склад населення:
| - 98,1 % — білих - 1,0 % — чорних або афроамериканців - 0,3 % — корінних американців |

До двох чи більше рас належало 0,6 %. Частка іспаномовних становила 0,0 % від усіх жителів.
За віковим діапазоном населення розподілялося таким чином: 15,3 % — особи молодші 18 років, 63,9 % — особи у віці 18—64 років, 20,8 % — особи у віці 65 років та старші. Медіана віку мешканця становила 53,3 року. На 100 осіб жіночої статі у селищі припадало 92,5 чоловіків;  на 100 жінок у віці від 18 років та старших — 90,5 чоловіків також старших 18 років.
Середній дохід на одне домашнє господарство  становив 73 652 долари США (медіана — 63 750), а середній дохід на одну сім'ю — 90 038 доларів (медіана — 84 375). За межею бідності перебувало 8,9 % осіб, у тому числі 23,5 % дітей у віці до 18 років та 0,0 % осіб у віці 65 років та старших.
Цивільне працевлаштоване населення становило 161 особа. Основні галузі зайнятості: освіта, охорона здоров'я та соціальна допомога — 23,6 %, роздрібна торгівля — 19,3 %, транспорт — 9,9 %, фінанси, страхування та нерухомість — 8,7 %.